# Portland Rosebuds
Die Portland Rosebuds waren eine US-amerikanische Eishockeymannschaft aus Portland, Oregon. Die Mannschaft spielte zwischen 1914 und 1926 in der Pacific Coast Hockey Association sowie der Western Hockey League.

## Geschichte

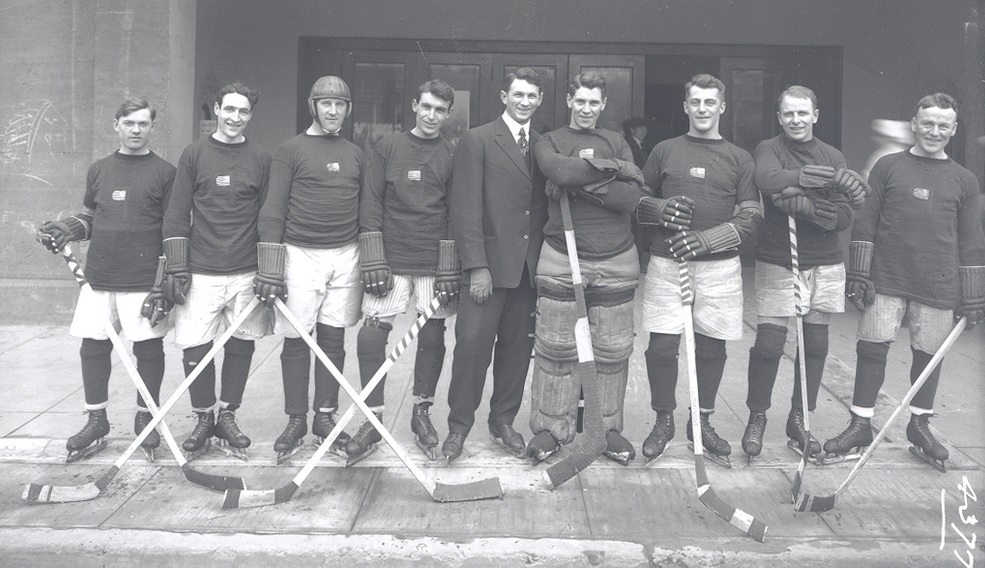
Mannschaftsfoto aus der Saison 1914/15

Das Franchise der New Westminster Royals aus der Pacific Coast Hockey Association wurde vor der Saison 1914/15 nach Portland, Oregon, umgesiedelt und änderte seinen Namen in Portland Rosebuds. In der Liga spielte die Mannschaft als Rosebuds weitere vier Jahre, ehe sie inaktiv wurde. Zur Saison 1925/26 wurden die Portland Rosebuds als Mitglied der Western Hockey League reaktiviert. Als diese Liga am Saisonende aufgelöst wurde, stellten auch die Rosebuds endgültig den Spielbetrieb ein.

## Bekannte Spieler
- Dick Irvin
- Ivan Mitchell